# 茨木市立清溪小学校
茨木市立清溪小学校（いばらきしりつ きよたに しょうがっこう）は、大阪府茨木市にある公立小学校。
茨木市北部の山間部に位置する小規模校である。かつてはへき地校に指定されていたこともあったが、へき地校指定は解除されている。また以前は茨木市立清溪中学校（1962年に茨木市立北辰中学校に統合）と敷地を共有していた。
大正時代には、北摂地域の小学校では最初とされるプールを設置している。プールが設置されている小学校は、当時は日本全国でもほとんど例がなく、学校沿革誌によると同校は日本で最初にプールを設置した小学校とも記されている。
校門前には、この校地がかつては泉原城という山城（砦）の跡であることを示す、茨木市教育委員会の建てた標示がある。

## 沿革
1874年に当時の島下郡泉原村・佐保村・高山村（いずれも町村制実施により三島郡清溪村）にそれぞれ設置された小学校3校を起源としている。3校が1908年に合併し、旧泉原尋常小学校敷地の現在地で開校した。高山地区については本校から距離があるため、旧高山尋常小学校敷地に分校を設置した。
清溪村は1955年に茨木市に編入合併した。その際旧清溪村のうち高山地区のみ茨木市には編入されず、豊能郡東能勢村（現在の豊能町）に分村合併した。このため高山地区の分校は、東能勢村立小学校（現在の豊能町立東能勢小学校）の分校へ移管された。

### 年表
- 1874年6月17日 - 第八大区第一小区第七番小学校（佐保尋常小学校）が、当時の佐保村に開校。
- 1874年8月10日 - 第八大区第一小区第四番小学校（泉原尋常小学校）が、当時の泉原村に開校。
- 1874年8月12日 - 第八大区第一小区第六番小学校（高山尋常小学校）が、当時の高山村に開校。
- 1885年9月 - 泉原・高山の両校が合併。高山小学校は泉原小学校高山分校となる。
- 1893年4月 - 高山小学校が再独立。
- 1908年4月1日 - 泉原・佐保・高山の3校合併。三島郡清溪尋常小学校として開校。本校（現在地）と高山分校を設置。
- 1913年4月10日 - 高等科を併設。三島郡清溪尋常高等小学校に改称。
- 1925年9月28日 - プールが完成（初代、老朽化のため1943年使用停止）。
- 1927年8月 - 校歌を制定（初代）。
- 1941年4月1日 - 国民学校令により、三島郡清溪国民学校に改称。
- 1947年4月1日 - 学制改革により、清溪村立小学校に改称。
- 1955年4月3日 - 清溪村が茨木市に編入されたことに伴い、茨木市立清溪小学校に改称。高山分校を廃止（東能勢村立小学校分校へ移管）し、高山地区を校区から分離。
- 1958年4月27日 - 創立50周年記念式典を実施。現行の校歌・校旗を制定。校歌は今中楓渓作詞。
- 1959年4月1日 - 一級へき地校に指定される。
- 1961年6月1日 - 学校給食開始。
- 1975年4月1日 - 全国へき地校に指定される。
- 1990年4月1日 - へき地校指定が解除される。

## 通学区域
- 茨木市 大字泉原、大字佐保、大字千提寺。
  - 卒業生は基本的に茨木市立彩都西中学校へ進学する。

## 交通
- 阪急バス 泉原バス停 西へ約400m。
- 東海道本線（JR京都線） 茨木駅 北西へ約11.3km。
- 阪急京都線 茨木市駅 北西へ約12km。
- 名神高速道路 茨木IC 北へ約10.5km。